# Augusto Castellani
Augusto Castellani (Rome, 10 janvier 1829 - Rome, 23 janvier 1914) est un orfèvre, collectionneur et antiquaire italien actif à Rome, avec une large clientèle internationale. 
Ses collections d'art étrusque sont aujourd'hui conservées aux musées du Capitole, dans les salles Castellani du palais des Conservateurs. 

## Origines
Augusto Castellani appartient à une famille d'orfèvres. L'ancêtre de la famille Castellani est Fortunato Pio Castellani (1794-1865), un orfèvre inventif et cultivé, que Michelangelo Caetani introduit par l'intermédiaire du prince de Teano et du duc de Sermoneta dans la société cultivée et internationale qui fréquente Rome à cette époque. Fortunato Castellani commence bientôt à s'inspirer des modèles anciens et fonde une école d'orfèvrerie à l'Université des Orfèvres de Rome avec son atelier de la Via del Corso (Rome). Il connait un grand succès international. Il s'occupe entre autres du catalogage de la collection Campana ; sa dispersion le frappe si profondément qu'il veut faire en sorte qu' « une partie des bénéfices superflus soit consacrée à l'achat de reliques anciennes, notamment d'orfèvres, pour remplacer celles dans notre Rome que le pape avait vendue à la France en 1860 ». Cet engagement est repris par son fils et son petit-fils au cours des cinquante années suivantes.
Alessandro (1823-1883) et Augusto, deux de ses huit fils, poursuivent et renforcent son entreprise.
Alessandro, au tempérament aventureux, à la jeunesse patriote et progressiste qui lui vaut des arrestations, puis à la grande vie sociale, mais aussi grand connaisseur d'antiquités, comme on les appelle alors, fonde des succursales de l'atelier de son père, d'abord à Paris, très à la mode, puis à Naples, mais surtout il se tourne vers la collection et le marché des antiquaires, qui deviennent à partir de 1860 environ son principal domaine d'intérêt, activité extraordinairement fructueuse d'un point de vue commercial, mais aussi aux fins de constitution de la collection.

## Collection
Augusto est, parmi les fils, celui qui reste le plus proche du milieu d'origine et le plus lié à l'activité d'orfèvre, bien qu'il soit lui aussi un expert en antiquités.
Financé également par le prince Caetani, il fait en 1861 un investissement important dans l'achat d'un fonds de trouvailles étrusques (vases et bijoux notamment) à Cerveteri, qu'il revend en partie. L'accord lui permet, outre de rembourser la dette initiale, de se lancer massivement dans le commerce des antiquaires. Contrairement à Alessandro, cependant, son objectif stratégique dans cette activité est principalement - et est toujours resté - d'augmenter sa propre collection qui, comme il l'a lui-même déclaré, « doit rester à Rome ».
Au moment de la proclamation du royaume d'Italie, Augusto Castellani participe activement à l'établissement de la nouvelle capitale, contribuant également en tant que membre fondateur de la Commission archéologique municipale (Commissione archeologica comunale) qui, dans ces années de fièvre de construction, dispose d'une quantité impressionnante de nouvelles découvertes et a toute une politique culturelle à créer dans le domaine de l'archéologie romaine, et du Musée d'art industriel de Rome, fondé en 1872 sur le modèle des musées analogues de Paris et de Vienne (Autriche). Dans ce cadre, il est également nommé, à partir de 1873, directeur honoraire des musées du Capitole.
Le laboratoire, qui en 1854 avait été transféré à la piazza Poli, déménage en 1869, piazza di Trevi, dans le nouveau Palazzo Castellani. Dans chacun des lieux, le « studio di ricevimento » abrite des collections d'orfèvreries antiques associées aux créations de Castellani, dont l'atelier compte parmi ses clients Victor-Emmanuel II et Frédéric III de Prusse.
L'arrivée de l'art nouveau annonce la fin du goût Castellani dans les bijoux, mais grâce au fils d'Auguste, Alfredo Castellani (1853-1930), la plus grande collection publique voit le jour. Alfredo, en effet, conscient des dispersions qui s'étaient déjà produites, dont la succession de son oncle Alessandro, pour honorer la volonté de son père, souhaite vivement que la collection d'Augusto soit vendue à l'État, ce qui se réalise, non sans difficulté, en 1919, avec la condition explicite que la collection soit conservée intacte, c'est-à-dire exposée dans son intégralité, dans un seul environnement, et comprenant toujours les bijoux modernes produits par les Castellani sur les traces de leurs anciens.
Cette dernière condition posée par la famille explique clairement comment la collection Castellani, en plus d'être une remarquable collection d'antiquités, est aussi une sorte de monument « sociologique » à une famille qui a bien représenté l'artisanat d'art romain et son lien profond avec la tradition.
Augusto Castellani meurt à Rome le 23 janvier 1914 et est enterré au Cimetière communal monumental de Campo Verano (Pincetto Vecchio) dans le tombeau qu'il avait fait construire pour sa famille.
Les bijoux sont maintenant exposés au musée national étrusque de la villa Giulia.

## Ouvrages
- s:Dell'oreficeria antica De l'art de l'orfèvre ancien ; discours, Florence, Éd. Le Monnier, 1862.
- De l'art de l'orfèvre vis-à-vis de la législation ; observations, Florence, Éd. Felice le Monnier, 1863.
- De la civilisation primitive, Florence : Le Monnier, 1864.
- Des gemmes, Florence : Barbera, 1870.
- La marque des métaux précieux. Souvenirs aux chambres de commerce italiennes pour l'orfèvre Augusto Castellani , Rome, Éd. Romana par C. Bartoli, 1871.
- De l'art de l'orfèvrerie italienne, discours, Rome, Éd. Barbera, 1872.
- L'art dans l'industrie, Rome, Éd. Elzeviriana, 1878.
- Mémoires pour l'histoire de l'orfèvrerie en Italie (1913) ; publié par son fils Alfredo, Rome, Éd. Cuggiani, 1920.

## Arbre généalogique
Arbre généalogique
|                       |                       |                       |                       |                       |                       |  |  |  |  |                    |                    | Fortunato Pio Castellani | Fortunato Pio Castellani | Fortunato Pio Castellani | Fortunato Pio Castellani | Fortunato Pio Castellani | Fortunato Pio Castellani |  |  |                       |                       |                       |                       |                       |                       |            |            | Carolina Baccani | Carolina Baccani | Carolina Baccani   | Carolina Baccani   | Carolina Baccani   | Carolina Baccani   |                    |                    |  |  |  |  |                     |                     |                     |                     |                     |                     |  |  |  |  |  |  |  |  |  |  |  |  |  |  |  |  |  |  |  |  |  |  |  |  |  |  |
|                       |                       |                       |                       |                       |                       |  |  |  |  |                    |                    | Fortunato Pio Castellani | Fortunato Pio Castellani | Fortunato Pio Castellani | Fortunato Pio Castellani | Fortunato Pio Castellani | Fortunato Pio Castellani |  |  |                       |                       |                       |                       |                       |                       |            |            | Carolina Baccani | Carolina Baccani | Carolina Baccani   | Carolina Baccani   | Carolina Baccani   | Carolina Baccani   |                    |                    |  |  |  |  |                     |                     |                     |                     |                     |                     |  |  |  |  |  |  |  |  |  |  |  |  |  |  |  |  |  |  |  |  |  |  |  |  |  |  |
|                       |                       |                       |                       |                       |                       |  |  |  |  |                    |                    |                          |                          |                          |                          |                          |                          |  |  |                       |                       |                       |                       |                       |                       |            |            |                  |                  |                    |                    |                    |                    |                    |                    |  |  |  |  |                     |                     |                     |                     |                     |                     |  |  |  |  |  |  |  |  |  |  |  |  |  |  |  |  |  |  |  |  |  |  |  |  |  |  |
|                       |                       |                       |                       |                       |                       |  |  |  |  |                    |                    |                          |                          |                          |                          |                          |                          |  |  |                       |                       |                       |                       |                       |                       |            |            |                  |                  |                    |                    |                    |                    |                    |                    |  |  |  |  |                     |                     |                     |                     |                     |                     |  |  |  |  |  |  |  |  |  |  |  |  |  |  |  |  |  |  |  |  |  |  |  |  |  |  |
| Alessandro Castellani | Alessandro Castellani | Alessandro Castellani | Alessandro Castellani | Alessandro Castellani | Alessandro Castellani |  |  |  |  | Augusto Castellani | Augusto Castellani | Augusto Castellani       | Augusto Castellani       | Augusto Castellani       | Augusto Castellani       |                          |                          |  |  | Guglielmo Castellani  | Guglielmo Castellani  | Guglielmo Castellani  | Guglielmo Castellani  | Guglielmo Castellani  | Guglielmo Castellani  |            |            |                  |                  | Camilla Castellani | Camilla Castellani | Camilla Castellani | Camilla Castellani | Camilla Castellani | Camilla Castellani |  |  |  |  | Virginia Castellani | Virginia Castellani | Virginia Castellani | Virginia Castellani | Virginia Castellani | Virginia Castellani |  |  |  |  |  |  |  |  |  |  |  |  |  |  |  |  |  |  |  |  |  |  |  |  |  |  |
| Alessandro Castellani | Alessandro Castellani | Alessandro Castellani | Alessandro Castellani | Alessandro Castellani | Alessandro Castellani |  |  |  |  | Augusto Castellani | Augusto Castellani | Augusto Castellani       | Augusto Castellani       | Augusto Castellani       | Augusto Castellani       |                          |                          |  |  | Guglielmo Castellani  | Guglielmo Castellani  | Guglielmo Castellani  | Guglielmo Castellani  | Guglielmo Castellani  | Guglielmo Castellani  |            |            |                  |                  | Camilla Castellani | Camilla Castellani | Camilla Castellani | Camilla Castellani | Camilla Castellani | Camilla Castellani |  |  |  |  | Virginia Castellani | Virginia Castellani | Virginia Castellani | Virginia Castellani | Virginia Castellani | Virginia Castellani |  |  |  |  |  |  |  |  |  |  |  |  |  |  |  |  |  |  |  |  |  |  |  |  |  |  |
|                       |                       |                       |                       |                       |                       |  |  |  |  |                    |                    |                          |                          |                          |                          |                          |                          |  |  |                       |                       |                       |                       |                       |                       |            |            |                  |                  |                    |                    |                    |                    |                    |                    |  |  |  |  |                     |                     |                     |                     |                     |                     |  |  |  |  |  |  |  |  |  |  |  |  |  |  |  |  |  |  |  |  |  |  |  |  |  |  |
| Torquato Castellani   | Torquato Castellani   | Torquato Castellani   | Torquato Castellani   | Torquato Castellani   | Torquato Castellani   |  |  |  |  | Alfredo Castellani | Alfredo Castellani | Alfredo Castellani       | Alfredo Castellani       | Alfredo Castellani       | Alfredo Castellani       |                          |                          |  |  | Guendalina Castellani | Guendalina Castellani | Guendalina Castellani | Guendalina Castellani | Guendalina Castellani | Guendalina Castellani |            |            |                  |                  | Onorato Carlandi   | Onorato Carlandi   | Onorato Carlandi   | Onorato Carlandi   | Onorato Carlandi   | Onorato Carlandi   |  |  |  |  | Virgilio Narducci   | Virgilio Narducci   | Virgilio Narducci   | Virgilio Narducci   | Virgilio Narducci   | Virgilio Narducci   |  |  |  |  |  |  |  |  |  |  |  |  |  |  |  |  |  |  |  |  |  |  |  |  |  |  |
| Torquato Castellani   | Torquato Castellani   | Torquato Castellani   | Torquato Castellani   | Torquato Castellani   | Torquato Castellani   |  |  |  |  | Alfredo Castellani | Alfredo Castellani | Alfredo Castellani       | Alfredo Castellani       | Alfredo Castellani       | Alfredo Castellani       |                          |                          |  |  | Guendalina Castellani | Guendalina Castellani | Guendalina Castellani | Guendalina Castellani | Guendalina Castellani | Guendalina Castellani |            |            |                  |                  | Onorato Carlandi   | Onorato Carlandi   | Onorato Carlandi   | Onorato Carlandi   | Onorato Carlandi   | Onorato Carlandi   |  |  |  |  | Virgilio Narducci   | Virgilio Narducci   | Virgilio Narducci   | Virgilio Narducci   | Virgilio Narducci   | Virgilio Narducci   |  |  |  |  |  |  |  |  |  |  |  |  |  |  |  |  |  |  |  |  |  |  |  |  |  |  |
|                       |                       |                       |                       |                       |                       |  |  |  |  |                    |                    |                          |                          |                          |                          |                          |                          |  |  |                       |                       |                       |                       |                       |                       |            |            |                  |                  |                    |                    |                    |                    |                    |                    |  |  |  |  |                     |                     |                     |                     |                     |                     |  |  |  |  |  |  |  |  |  |  |  |  |  |  |  |  |  |  |  |  |  |  |  |  |  |  |
| Olga Castellani       | Olga Castellani       | Olga Castellani       | Olga Castellani       | Olga Castellani       | Olga Castellani       |  |  |  |  |                    |                    | Pompeo Fabri             | Pompeo Fabri             | Pompeo Fabri             | Pompeo Fabri             | Pompeo Fabri             | Pompeo Fabri             |  |  |                       |                       |                       |                       |                       |                       | Emma Fabri | Emma Fabri | Emma Fabri       | Emma Fabri       | Emma Fabri         | Emma Fabri         |                    |                    |                    |                    |  |  |  |  |                     |                     |                     |                     |                     |                     |  |  |  |  |  |  |  |  |  |  |  |  |  |  |  |  |  |  |  |  |  |  |  |  |  |  |